# 戈连卡河 (基辅州)

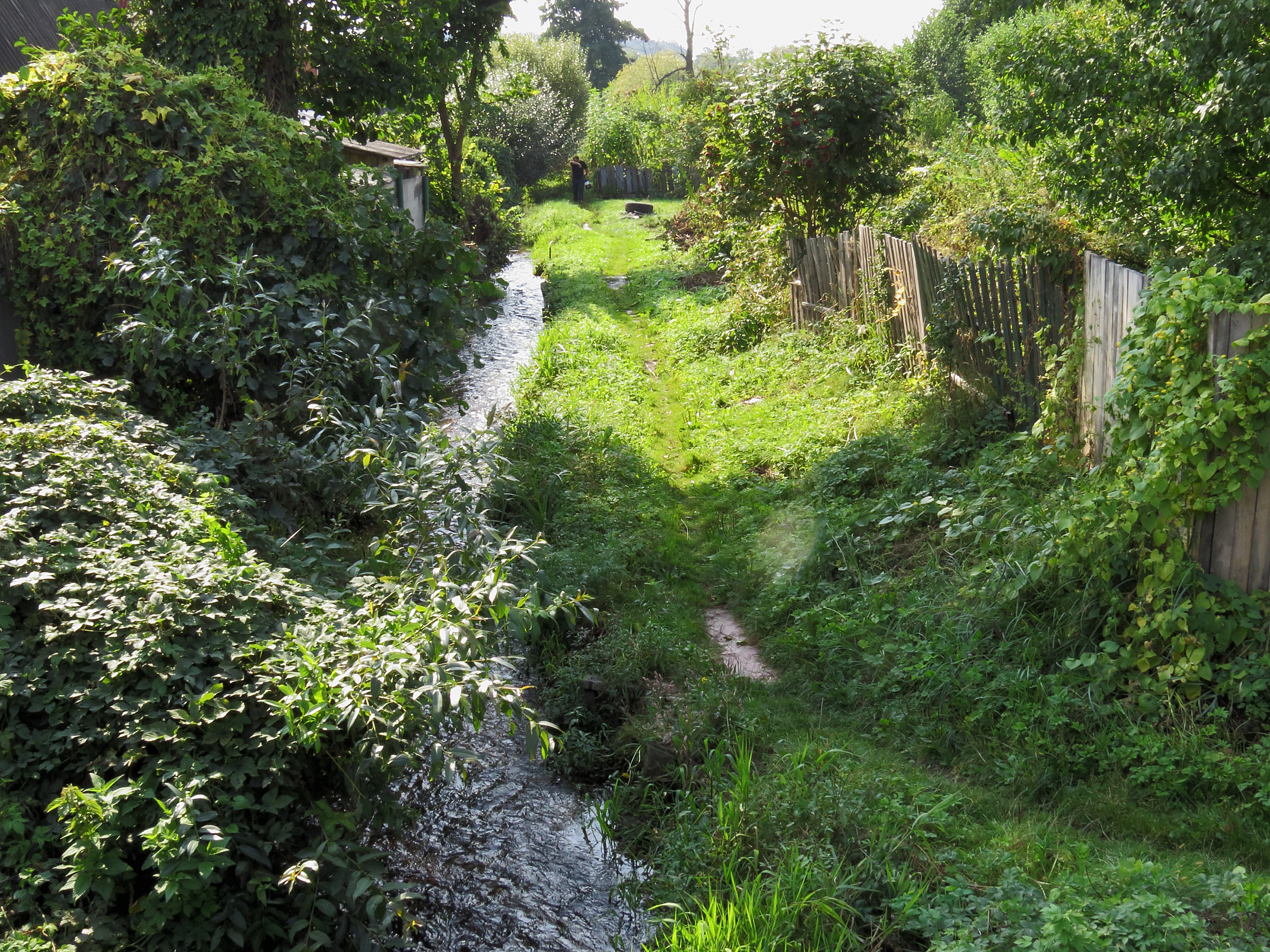

戈連卡河（烏克蘭語：Горенка），是烏克蘭的河流，位於該國中北部，屬於伊爾平河的支流，流經基輔州的西北部，河道全長12公里，支流有科圖爾卡河。